# Fenestrellina cyclofenestrata
Fenestrellina cyclofenestrata är en mossdjursart som beskrevs av Condra 1902. Fenestrellina cyclofenestrata ingår i släktet Fenestrellina och familjen Fenestellidae. Inga underarter finns listade i Catalogue of Life.